# 35e assemblée générale de l'Île-du-Prince-Édouard
La 35e assemblée générale de l'Île-du-Prince-Édouard est en séance du 8 février 1904 au 15 octobre 1908. Le Parti libéral dirigé par Arthur Peters forme le gouvernement. Le 1er février 1908, Francis Haszard devient le chef libéral et premier ministre après le décès de Peters.
Albert E. Douglas (en) est élu président de l'Assemblée législative de l'Île-du-Prince-Édouard.
Il y a quatre sessions à la 35e assemblée générale :
| Session | Début           | Fin           |
| ------- | --------------- | ------------- |
| 1re     | 8 février 1905  | 5 mai 1905    |
| 2e      | 12 mars 1906    | 21 avril 1906 |
| 3e      | 19 février 1907 | 13 avril 1907 |
| 4e      | 25 février 1908 | 15 avril 1908 |

## Liste des membres

### Kings
| Circonscription | Député | Député                   | Parti        | Conseiller | Conseiller               | Parti        |
| --------------- | ------ | ------------------------ | ------------ | ---------- | ------------------------ | ------------ |
| 1er Kings       |        | Austin Levi Fraser       | Conservateur |            | John Kickham             | Conservateur |
| 2e Kings        |        | Arthur Peters            | Libéral      |            | James McInnis            | Libéral      |
| 3e Kings        |        | Walter Morson            | Conservateur |            | Patrick Bowland          | Libéral      |
| 4e Kings        |        | Albert Prowse            | Conservateur |            | Murdock MacKinnon        | Conservateur |
| 5e Kings        |        | Archibald John Macdonald | Conservateur |            | John Alexander Mathieson | Conservateur |

### Prince
| Circonscription | Député | Député                 | Parti   | Conseiller | Conseiller        | Parti        |
| --------------- | ------ | ---------------------- | ------- | ---------- | ----------------- | ------------ |
| 1er Prince      |        | Benjamin Gallant       | Libéral |            | John Agnew        | Libéral      |
| 2e Prince       |        | John Richards          | Libéral |            | Alfred McWilliams | Libéral      |
| 3e Prince       |        | Joseph F. H. Arsenault | Libéral |            | Peter MacNutt     | Conservateur |
| 4e Prince       |        | Samuel E. Reid         | Libéral |            | Joseph Read       | Libéral      |
| 5e Prince       |        | John M. Clarke         | Libéral |            | George Godkin     | Libéral      |

### Queens
| Circonscription | Député | Député            | Parti        | Conseiller | Conseiller                  | Parti        |
| --------------- | ------ | ----------------- | ------------ | ---------- | --------------------------- | ------------ |
| 1er Queens      |        | Matthew Smith     | Libéral      |            | George Simpson (1904-1906)  | Libéral      |
| 1er Queens      |        | Matthew Smith     | Libéral      |            | Murdock Kennedy (1906-1908) | Conservateur |
| 2e Queens       |        | Albert E. Douglas | Libéral      |            | John McMillan               | Libéral      |
| 3e Queens       |        | Leonard Wood      | Conservateur |            | James Cummiskey             | Libéral      |
| 4e Queens       |        | David P. Irving   | Libéral      |            | Francis Longworth Haszard   | Libéral      |
| 5e Queens       |        | James Warburton   | Libéral      |            | George E. Hughes            | Libéral      |